# Jean-Marie Chérestal
Jean-Marie Chérestal (ur. 18 czerwca 1947 w Port Salut) – haitański polityk, premier Haiti w latach 2001–2002.
Z zawodu ekonomista. Był jednym z bliższych współpracowników Jeana-Bertranda Aristide'a. W 1991 sprawował funkcję ministra eksportu i współpracy międzynarodowej, a od października 1995 do marca 1996 ministra finansów i ekonomii.
Pełnił funkcję premiera od 2 marca 2001 do 15 marca 2002 z ramienia partii Fanmi Lavalas. Oskarżano go o korupcję i niekompetencję, a kupno drogiej posiadłości jako nowej siedziby premiera zaważyło na udzieleniu mu wotum nieufności. Zastąpił go Yvon Neptune. Później był liderem marginalnej partii Pont (dosł. most).